# نظام الدين النيسابوري
نظام الدين النَّيْسَابُوري (الحسن بن محمد بن الحسين القمي النيسابور) (ت. بعد 850 هـ / بعد 1446 م) هو مفسر ورياضي وعالم فلك وفقيه وشاعر فارسي، أصله من بلدة قم ومولده بنيسابور.
كان تعليمه المبكر في مدينة نيسابور لكنه انتقل لاحقا إلى تبريز، عاصمة إيلخانية في ذلك الوقت. درس على يد قطب الدين الشيرازي وعمل معه، الذي كان هو نفسه طالب نصير الدين الطوسي. كان واحداً من كبار علماء مرصد مراغة.

## آثاره
من آثاره: «غرائب القرآن ورغائب الفرقان» ، يعرف بتفسير النيسابوري، ألفه سنة 828 هـ.